# Dean Jagger
Dean Jagger (Columbus Grove, Ohio, 7 de noviembre de 1903-Santa Mónica, California, 5 de febrero de 1991) fue un actor cinematográfico estadounidense, ganador de un Oscar al mejor actor de reparto.

## Carrera
Su nombre completo era Ira Dean Jagger, y nació en Columbus Grove (Ohio). Jagger debutó en el cine con el filme The Woman from Hell (1929), actuando junto a Mary Astor, convirtiéndose en un actor de carácter de éxito, aunque sin llegar a ser una primera estrella, y actuando en casi 100 películas a lo largo de toda su carrera.
A Jagger le llegó su gran oportunidad interpretando a Brigham Young en el filme Brigham Young (1940). Según George D. Pyper, asesor técnico del film y que había conocido personalmente a Brigham Young, Jagger no solo se parecía a Young, sino que hablaba como él y tenía muchas de sus peculiaridades.
Posteriormente también tendría destacados papeles en Espíritu de conquista (1941), Amor sublime (1946) y el western de Raoul Walsh Pursued (1947).
Fue premiado con un Oscar al mejor actor de reparto por su papel en Almas en la hoguera (1949), donde interpretaba al mayor Stovall, y en el cual también actuaba Gregory Peck. Jagger también trabajó en la película bíblica The Robe (1953) encarnando al tejedor Justus de Cana, y trabajando junto a Richard Burton, entre otros intérpretes.
En 1954 interpretó a un general retirado en la película musical de Bing Crosby y Danny Kaye White Christmas, y en 1955 fue un sheriff en Conspiración de silencio, cinta dirigida por John Sturges.
Hubo controversia en el rodaje del film británico de ciencia ficción de 1956 X the Unknown porque Jagger se negó a trabajar con el director Joseph Losey, ya que este figuraba en la lista negra de Hollywood. Finalmente Losey fue reemplazado por Les Norman a los pocos días de iniciado el rodaje.
Jagger interpretó al padre de Elvis Presley en la película de 1958 King Creole, y compartió reparto con Jean Simmons en el aclamado drama de 1960 Elmer Gantry, film ganador de tres premios Oscar. En 1969 fue "The Highwayman" en la película de John Huston La carta del Kremlin, y en 1971 trabajó en Vanishing Point.
Jagger también consiguió el éxito en la serie televisiva Mr. Novak, siendo nominado por su actuación al Premio Emmy en 1964 y 1965. En dicho medio ganó un Emmy por This Is the Life. Además, hizo docenas de papeles dramáticos para la TV, entre ellos uno para el episodio de The Twilight Zone titulado "Static." En un capítulo de la serie Kung Fu' interpretó al abuelo de Caine. 
En sus últimos años Jagger apareció en telefilmes como The Glass House (1972, ABC), con Alan Alda y Vic Morrow y guion de Truman Capote. En 1973 hizo otro telefilm, piloto para una prevista serie de ciencia ficción titulada "The Stranger", producción en la que también actuaban Glenn Corbett, Lew Ayres y Cameron Mitchell.
Entre sus últimos trabajos televisivos figuran los que hizo como artista invitado en St. Elsewhere y en El fugitivo.
A Dean Jagger se le concedió una estrella en el Paseo de la Fama de Hollywood, por su trabajo cinematográfico, en el 1523 de Vine Street.

## Vida personal
En su juventud, Jagger dejó la escuela en diversas ocasiones antes de estudiar en el Wabash College, centro en el cual fue miembro de la fraternidad Lambda Chi Alpha. Tras ello trabajó como profesor, antes de entrar a estudiar interpretación en el Lyceum Art Conservatory de Chicago. Antes de trabajar por primera vez en el cine en 1929, Jagger había hecho teatro de repertorio, vodevil y radio."
En 1972 Jagger fue bautizado como miembro de La Iglesia de Jesucristo de los Santos de los Últimos Días.
Dean Jagger falleció en 1991 en Santa Mónica (California), a causa de una enfermedad cardiaca. Fue enterrado en el Cementerio Lakewood Memorial Park de Hughson, California.

## Premios y distinciones
Premios Óscar
| Año  | Categoría              | Película            | Resultado |
| ---- | ---------------------- | ------------------- | --------- |
| 1950 | Mejor actor de reparto | Almas en la hoguera | Ganador   |